# Craspedophyllum marginatum
Craspedophyllum marginatum là một loài thực vật có mạch trong họ Hymenophyllaceae. Loài này được (Hook. & Grev.) Copel. miêu tả khoa học đầu tiên năm 1938.